# Egyptomanie
Egyptomanie is een grote fascinatie voor het Oude Egypte die zich niet enkel uit in de wetenschap maar in de bredere cultuur en kunst. Al sinds de oudheid bestaat er in Europa interesse en fascinatie voor de cultuur en kunst van het Oude Egypte, maar vooral in de 19e eeuw en de eerste helft van de 20e eeuw kwamen er verschillende golven van egyptomanie voor.

## Geschiedenis

### Oudheid

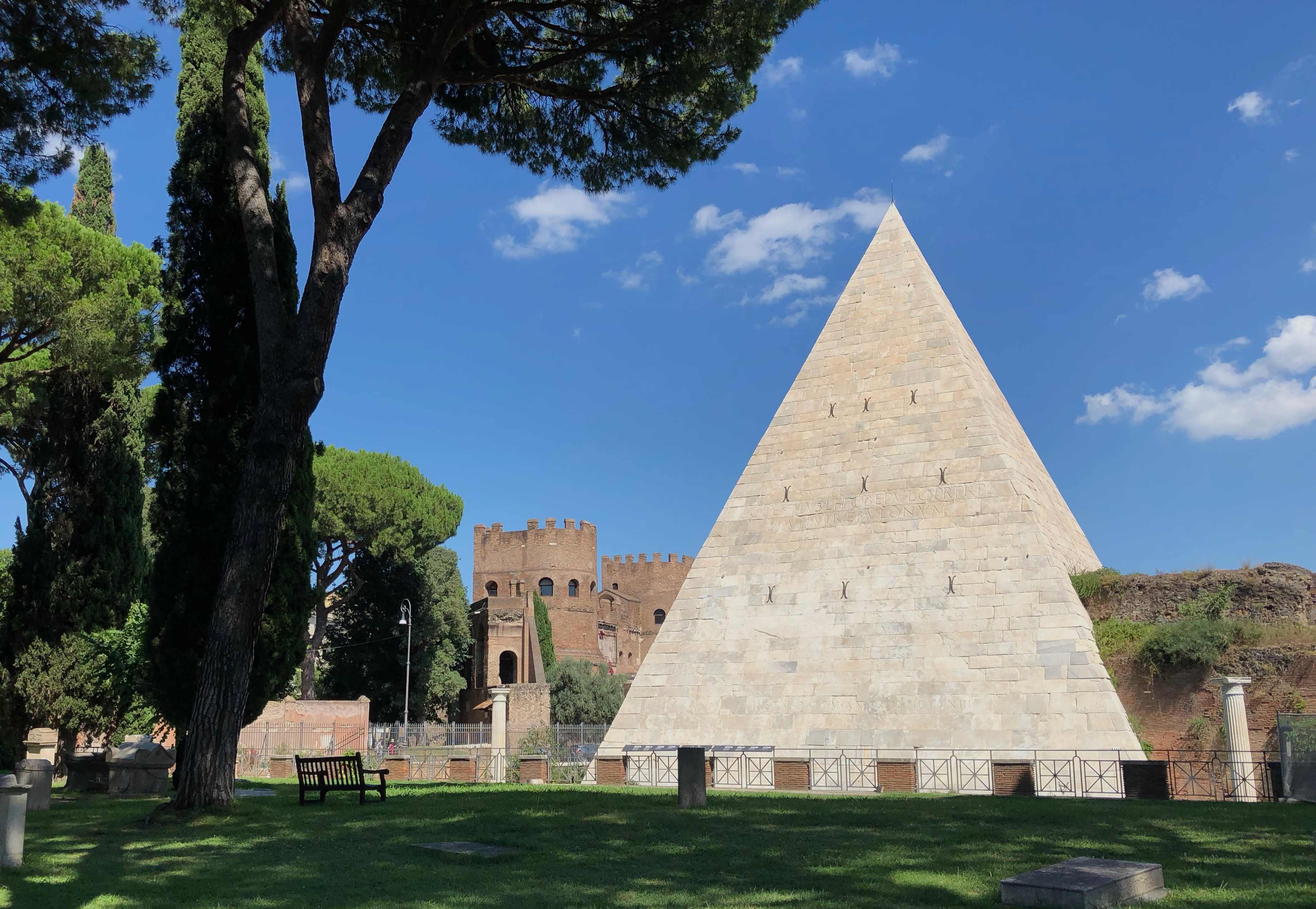
Piramide van Caius Cestius (Rome)

Het Oude Griekenland had veel handelscontacten met Egypte en dit leidde tot culturele uitwisseling. Herodotus schreef in zijn Historiën over Egypte, net als Diodorus Siculus in zijn Bibliotheca Historica. Al in de 4e eeuw v.Chr. werden in Griekenland Isistempels gebouwd. De Romeinen importeerden tal van voorwerpen uit Egypte en produceerden zelf ook voorwerpen in Egyptische stijl. Bekend zijn de standbeelden van Antinoüs in Egyptische stijl (2e eeuw) en graftombes in de vorm van piramides. De verering van Isis en andere Egyptische goden was wijdverbreid in het Romeinse Rijk.

### Ontoegankelijk Egypte
Na de islamitische verovering van Egypte in de 7e eeuw hadden Europeanen nog maar beperkt toegang tot Egypte. Al in de 13e eeuw werden mummies geïmporteerd, maar deze werden vermalen om te dienen als medicijn of als verfpigment. De kennis van de Egyptische kunst was vooral gebaseerd op de Romeinse imitaties die gevonden werden in Italië. Zo werden de afwijkende verhoudingen van de Romeinse grafpiramide voor Caius Cestius (12 v.Chr.) de standaard voor het afbeelden van Egyptische pyramides. Pas in de renaissance begonnen geleerden een onderscheid te maken tussen Egyptische kunst en zijn Griekse of Romeinse afgeleiden. In Rome werden antieke obelisken weer opgericht en ook sfinxen en andere Egyptische motieven werden populair als decoratie. In de renaissance kwam er ook interesse voor de Egyptische cultuur, die als esoterisch werd beschouwd. De ontdekking van de teksten toegeschreven aan Hermes Trismegistus was hierbij belangrijk. In de 18e eeuw bleef de interesse voor het Oude Egypte groot. Bernard de Montfaucon poogde een analyse te maken van de Egyptische kunst en Giovanni Battista Piranesi probeerde een coherente Egyptische stijl te ontwikkelen. In die periode werd Egypte ook meer toegankelijk voor westerse reizigers zoals Frederick Norden (1737) en Richard Pococke (1743).

### Herontdekking

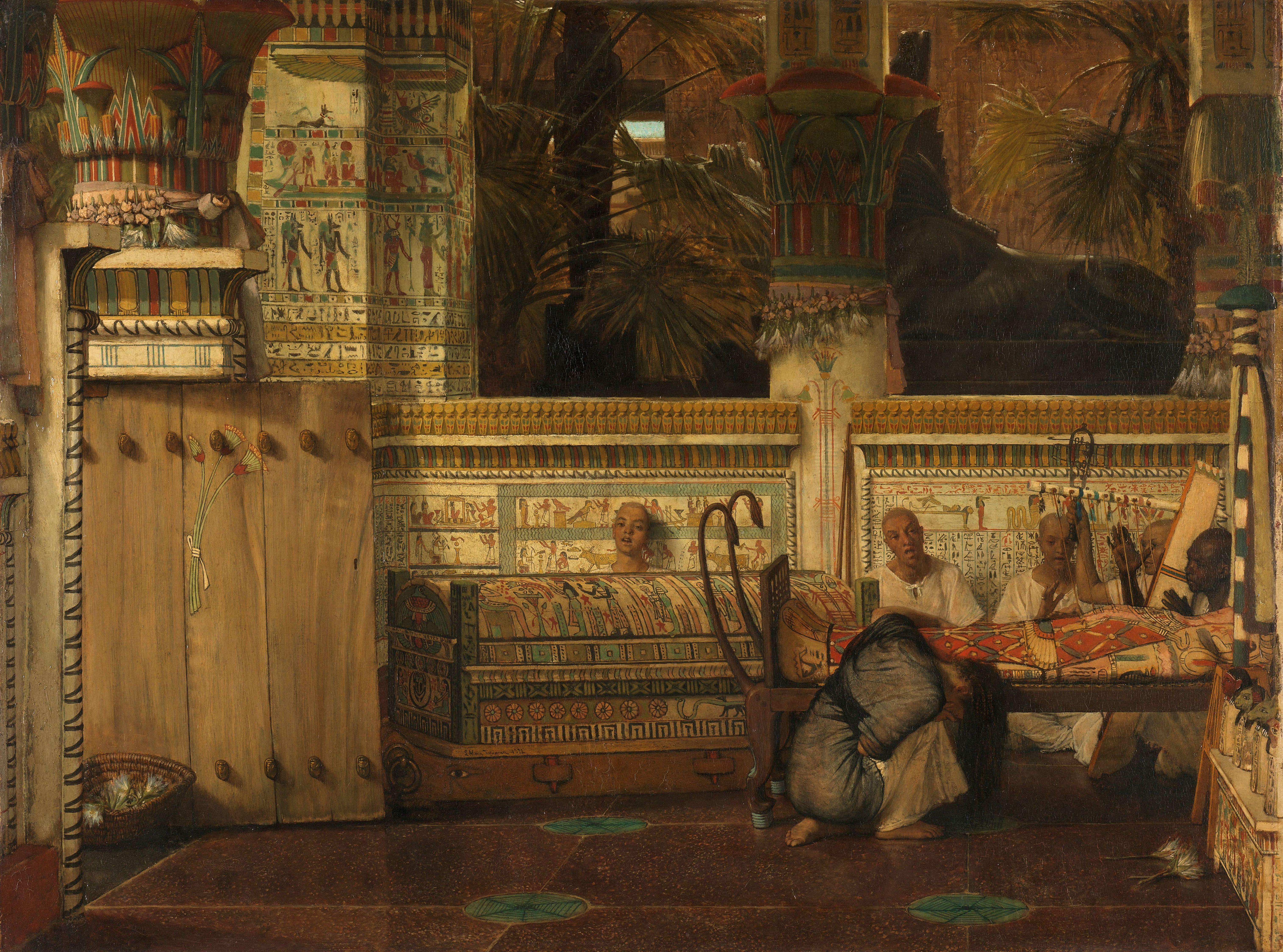
De Egyptische weduwe van Lawrence Alma Tadema (1872, Rijksmuseum)

De eerste grote uitbraak van egyptomanie vond plaats als gevolg van de expeditie van Napoleon Bonaparte naar Egypte (1798). Met zijn leger reisden verschillende geleerden mee. Deze tot dan ongeziene wetenschappelijke studie leidde vanaf 1809 tot de publicatie van Description de l'Égypte. De ontcijfering van de hiërogliefen door Jean-François Champollion (1822) en de oprichting van een obelisk in Parijs (1837) zorgden voor het voortduren van deze golf. Er werden steeds meer voorwerpen uit Egypte naar Europese musea verscheept en fotografen maakten indrukken van de antieke monumenten in Egypte toegankelijk voor het brede publiek. Zo zorgden de reproducties van Egyptische gebouwen en voorwerpen tijdens de Crystal Palace Exposition (1854) voor een golf van egyptomanie in Groot-Brittannië. De opening van het Suezkanaal (1869) en de oprichting van obelisken in Londen (1878) en New York (1881) hielden de belangstelling levendig.
De interesse voor het Oude Egypte bleef groot in de eerste helft van de 20e eeuw. De ontdekking van het graf van Toetanchamon in 1922 leidde tot een nieuwe grote golf van egyptomanie, in het Engels ook wel Tutmania genoemd. Deze nieuwe golf van egyptomanie bleef voortduren tot in de jaren 1950 en in mindere mate zelfs tot in de 21e eeuw.

## Cultuuruitingen

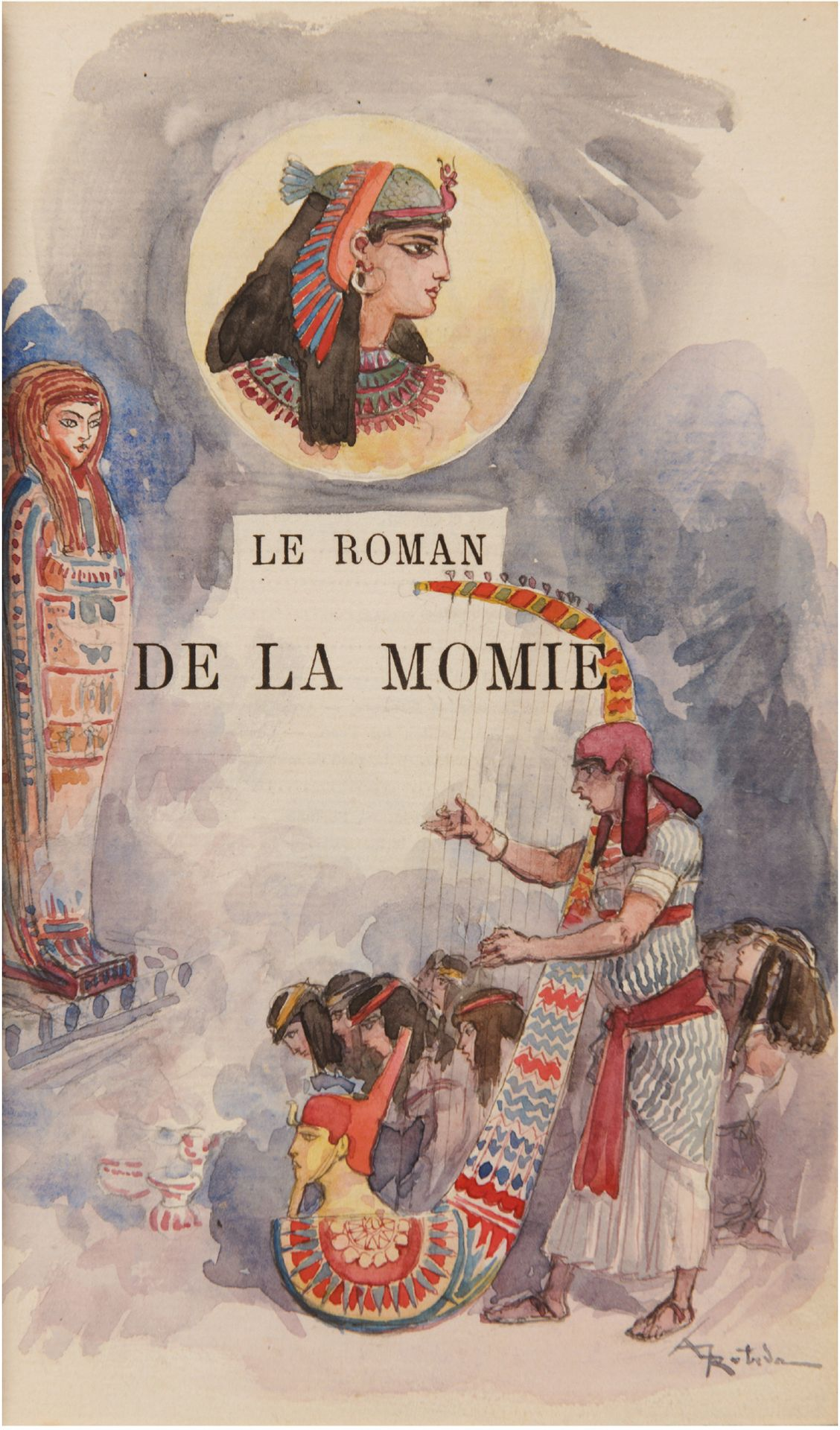
Aquarel van Albert Robida (1870) voor een uitgave van Le Roman de la momie van Théophile Gautier

Tijdens de hoogdagen van de egyptomanie hadden maar weinig mensen de kans om naar Egypte te reizen. Ze maakten kennis met de cultuur van het oude Egypte via geschriften en bezoeken aan musea. Het Oude Egypte stond voor het exotische, het romantische en het mystieke. Deze fascinatie kwam tot uiting in architectuur, kledij, juwelen, de beeldende kunsten, de literatuur en later ook in films. Tot de 20e eeuw waren voorwerpen in Egyptische stijl voorbehouden voor de rijke bovenlaag van de samenleving. Daarna werden ze beschikbaar voor een breder publiek door massaproductie.
Jean Terrasson schreef in 1731 de roman Séthos; in de 19e eeuw schreef Théophile Gautier verschillende historische romans over het Oude Egypte. Arthur Conan Doyle maakte het thema van de mummie die weer tot leven komt populair via een kort verhaal.
Giuseppe Verdi's Aida (1871) was niet de eerste en ook niet de laatste opera die zich afspeelde in het Oude Egypte. Ook in films kwam de egyptomanie tot uiting: Le Roman de la momie (1911), Cleopatra (1917) of The Ten Commandments (1923).
De firma Wedgwood maakte al servies met Egyptisch motief in 1768, ook in de 19e eeuw was het Oude Egypte een inspiratiebron voor serviezen. Meubels met motieven van lotussen, obelisken of figuren in de stijl van de Antinoüsstandbeelden waren populair in de 19e eeuw, net als juwelen met scarabeeën, sfinxen of cartouches. 
De Fontaine du Fellah (Parijs, 1806), de Egyptian Hall van William Bullock (London, 1812) en delen van Tsarskoje Selo (Sint-Petersburg, 1827-1830) zijn vroege voorbeelden van bouwwerken in Egyptische stijl. Egyptische stijlelementen in de architectuur werden niet enkel gebruikt voor gebouwen van universiteiten en musea of voor begraafplaatsen, maar ook in bruggen, gevangenissen en waterbekkens. Vanaf de jaren 1920 verschenen bioscopen in Egyptische stijl. Het Chrysler Building (New York, 1930) bevat tal van Egyptisch aandoende decoraties. De architectuur van het Oude Egypte was een grote inspiratiebron voor de art deco; de uitgepuurde lijnen werden gezien als een teken van moderniteit.

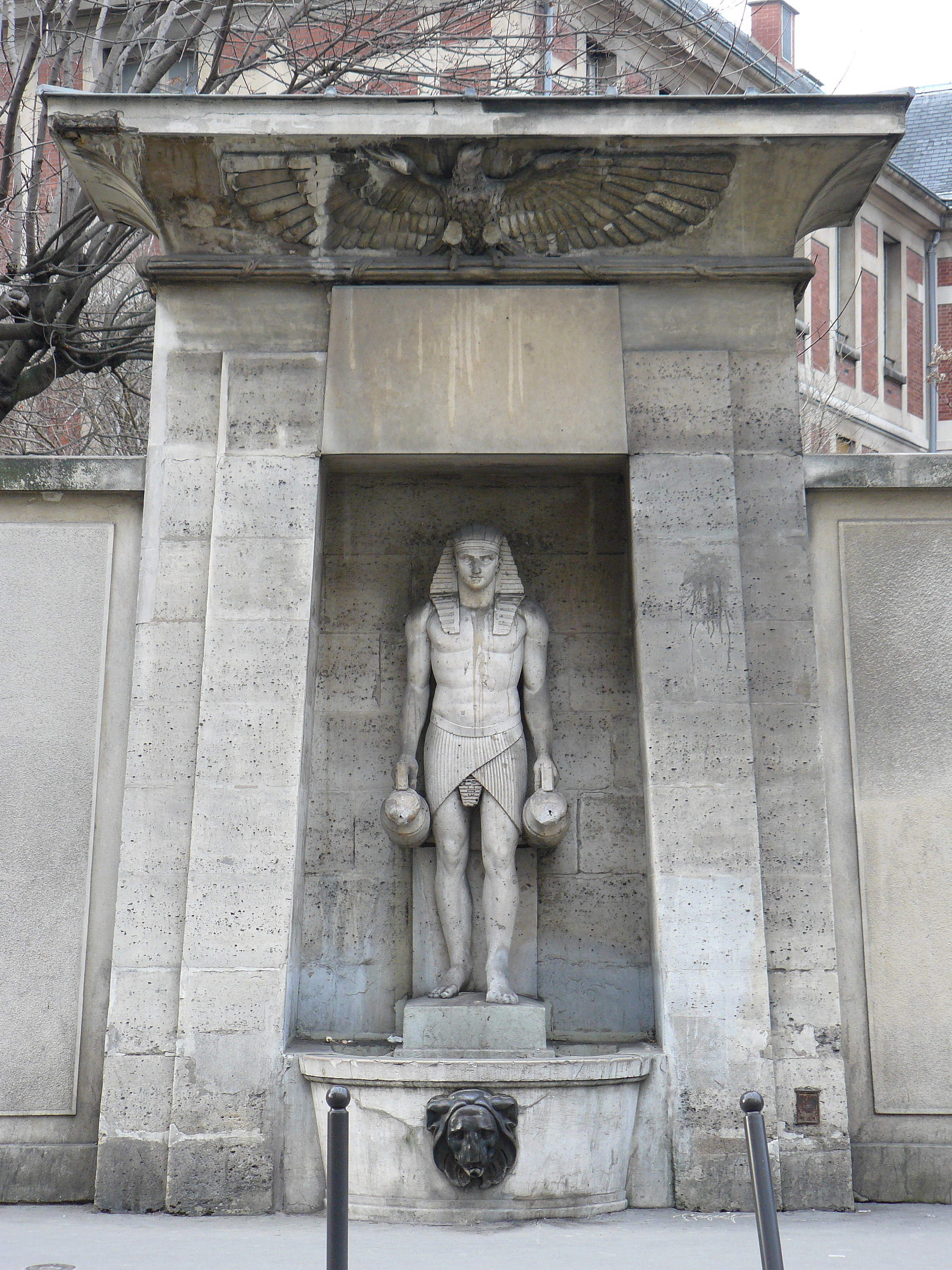
Fontaine du Fellah
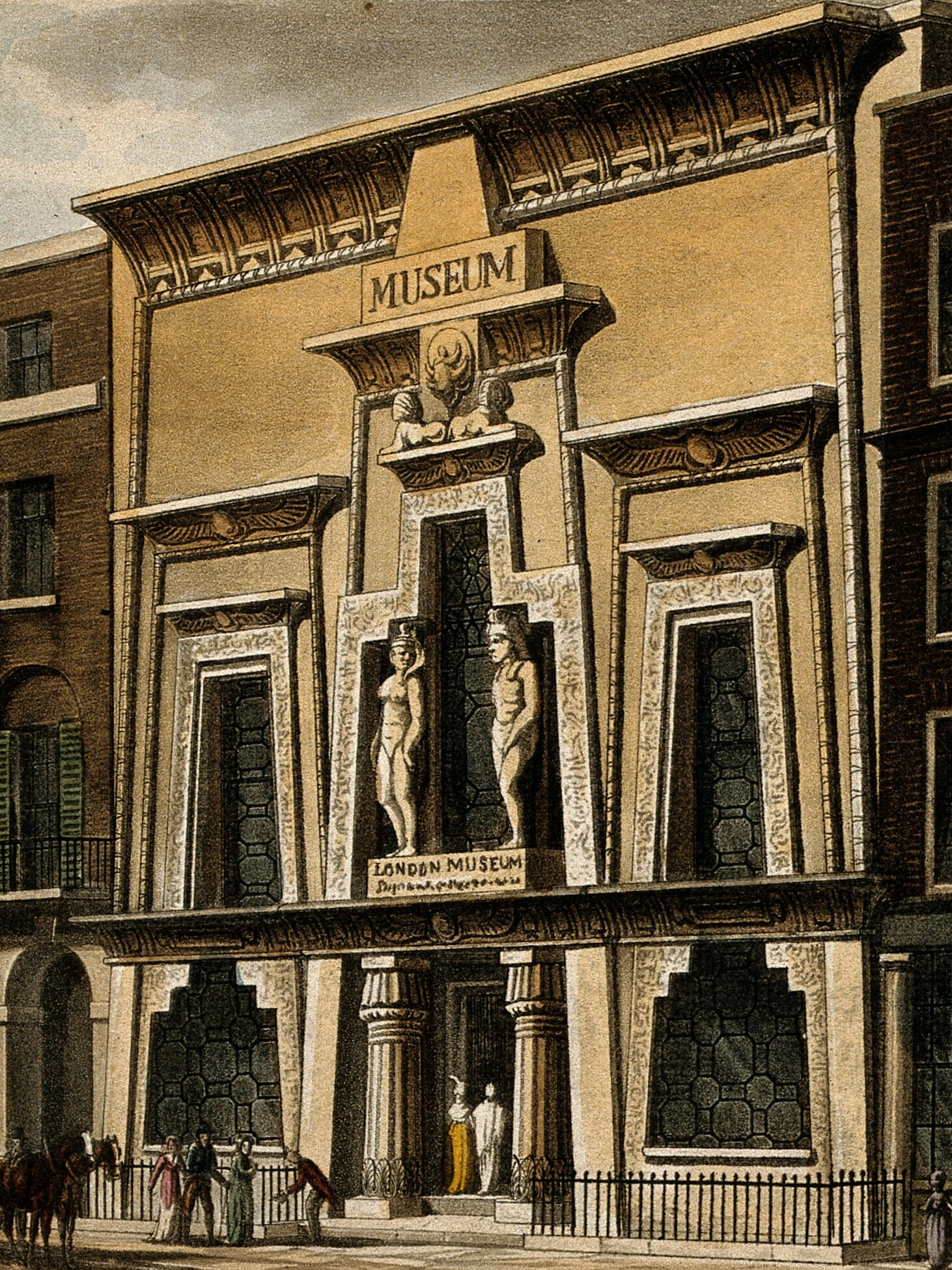
Egyptian Hall
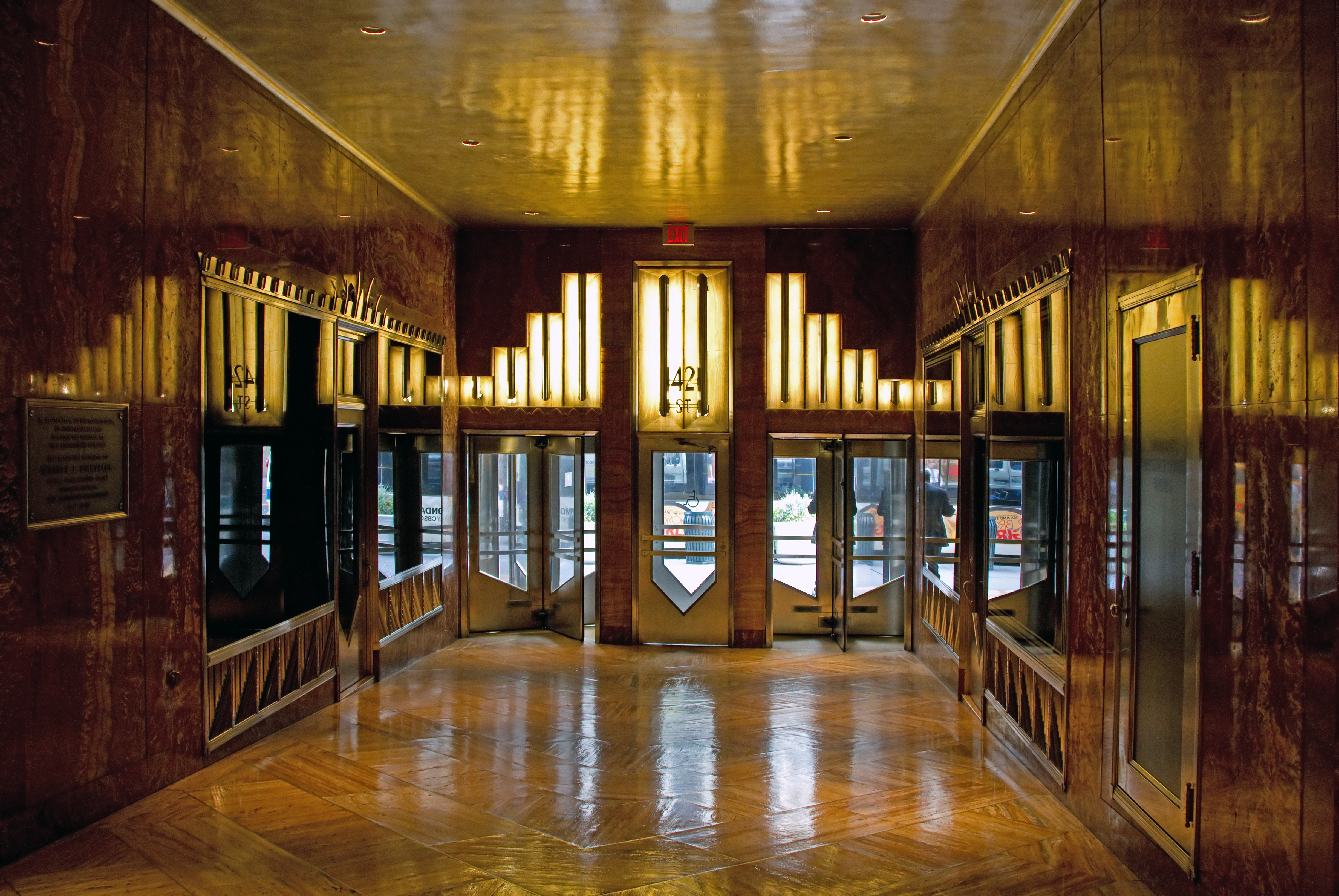
Chrysler Building